# Oligomyrmex panamensis
Oligomyrmex panamensis är en myrart som beskrevs av Wheeler 1925. Oligomyrmex panamensis ingår i släktet Oligomyrmex och familjen myror. Inga underarter finns listade i Catalogue of Life.